# Șvat
Șvat sau Shvat (שבט, ebraică standard šəvat, ebraică tiberiană šəḇāṭ: din limba akkadiană šabātu) este a cincea lună a anului evreiesc și a fost a unsprezecea lună a anului civil antic în calendarul ebraic. Este o lună de iarnă, de 30 de zile. Șvat corespunde perioadei dintre ianuarie/februarie din calendarul gregorian.
Numele lunii vine din limba akkadiană, din cuvântul shabatu care însemna „lovitură”. Denumirea se referea la ploile grele - cunoscute in vechime sub numele ebraic „makè” - care cădeau în acea perioadă a anului.  
Luna șvat este menționată prima dată în Biblia ebraică în Cartea prorocului Zaharia 1,7:
„בְּיוֹם עֶשְׂרִים וְאַרְבָּעָה לְעַשְׁתֵּי־עָשָׂר חֹדֶשׁ, הוּא־חֹדֶשׁ שְׁבָט, בִּשְׁנַת שְׁתַּיִם לְדָרְיָוֶשׁ, הָיָה דְבַר־ה' אֶל־זְכַרְיָה בֶּן־בֶּרֶכְיָהוּ בֶּן־עִדּוֹא הַנָּבִיא לֵאמֹר”
„In ziua a douăzeci și patra din luna a doua, care se cheamă șebat, în anul al doilea al lui Darius, a fost cuvântul Domnului către proorocul Zaharia, fiul lui Berechia, fiul lui Ido, zicând:”

## Perioadă (5761–5860)
| Durata anului | Începutul lunii (calendar gregorian) | Sfârșitul lunii (calendar gregorian) |
| ------------- | ------------------------------------ | ------------------------------------ |
| 353 de zile   | 11 ianuarie–30 ianuarie              | 10 februarie–28 februarie            |
| 354 de zile   | 11 ianuarie–30 ianuarie              | 10 februarie–1 martie                |
| 355 de zile   | 12 ianuarie–31 ianuarie              | 11 februarie–1 martie                |
| 383 de zile   | 31 decembrie–10 ianuarie             | 30 ianuarie–9 februarie              |
| 384 de zile   | 2 ianuarie–10 ianuarie               | 1 februarie–9 februarie              |
| 385 de zile   | 1 ianuarie–11 ianuarie               | 31 ianuarie–10 februarie             |

## Sărbători înȘvat
| Zi/Zile | Celebrarea | Notă |
| ------- | ---------- | ---- |
| 15      | Tu Bishvat |      |